# Laconi
Laconi – miejscowość i gmina we Włoszech, w regionie Sardynia, w prowincji Oristano. Graniczy z Aritzo, Asuni, Gadoni, Genoni, Isili, Meana Sardo, Nuragus, Nurallao, Nureci, Samugheo, Senis i Villanova Tulo.
Według danych na rok 2004 gminę zamieszkiwały 2302 osoby, 18,4 os./km².